# Sød astragel
Sød astragel (Astragalus glycyphyllos) er en 40-120 cm lang urt, der vokser på stenet, næringsrig bund i skovbryn og krat.

## Beskrivelse
Sød astragel er en flerårig urt med en nedliggende til opstigende vækst. Stænglerne er runde i tværsnit og hårløse. De er gulgrønne, men bliver med tiden rødbrune på solsiden. Bladene sidder spredt, og de er uligefinnede med ovale, helrandede småblade. Oversiden er græsgrøn, mens undersiden er lysegrøn.
Blomstringen sker i juni-juli, hvor de oprette klaser skyder frem fra bladhjørnerne. De enkelte blomster er smalle, næsten rørformede og gulgrønne. Frugterne er glatte, brune bælge, som rummer mange, hårde frø.
Rodnettet består af en kraftig, dybtgående pælerod of grove siderødder.
Højde x bredde og årlig tilvækst: 0,10 x 1,00 m (10 x 100 cm/år).

## Voksested
Sød astragel hører hjemme i Mellemøsten, Lilleasien, Kaukasus og det vestlige Sibirien. Den forekommer også over det meste af Europa, herunder i Danmark, hvor den er almindelig i Østdanmark, men mangler i Nord- og Vestjylland. Den foretrækker grusede, veldrænede voksesteder i fuld sol eller let skygge. Jorden skal være tør eller let fugtig, og neutral.
I nogle lyse bjergskove på Poègabakkerne i det nordøstlige Kroatien vokser den sammen med bl.a. akselrøn, alm. humlebøg, liguster, merian, svalerod, bjergstenfrø, blodrød storkenæb, frynseeg, kirsebærkornel, kølet løg, mannaask, melittis, pilealant, skærmokseøje, smalbladet klokke, sort fladbælg, storblomstret fingerbøl, storfrugtet røn, tarmvridrøn, topgyvel og ædelkortlæbe

## Smag
Bladene smager sødt og kan minde lidt om lakrids i smagen.
| Portal | Portal:Botanik |

## Note
1. ↑  Dario Bariêvi og Joso Vukeli: Flora of the order Quercetalia pubescentis in the forest vegetation of the Poèga hill area (NE Croatia) (engelsk)